# Kuba világörökségi helyszínei
Kuba területéről eddig kilenc helyszín került fel a világörökségi listára, három helyszín a javaslati listán várakozik a felvételre.  
| | Havanna óvárosa és erődítményei |
| 1982 |                                 |
| Kulturális (IV)(V) |                                 |
| Védett terület: 238,7 ha, puffer zóna: 412,4 ha, hivatkozás: 204 |                                 |
| Havanna a spanyol uralom idején a kontinens egyik legfontosabb városa volt. 1519-ben alapították a hódítók, városaik közül utolsónak és kedvező elhelyezkedésének köszönhetően hamar a gyarmatbirodalom bejárataként, fontos hajóépítő központként és a Spanyol Királyság felé induló hajó flották találkozási pontjaként funkcionált. A 16. és a 18. század között védelmére egy erődrendszert hoztak létre, ennek fő elemei a Castillo de la Real Fuerza, a Castillo de los Tre Reyes del Morro, a Fortaleza de San Carlos és a Castillo de la Puntan. Az óváros ma is látható épületeinek egy része barokk és neoklasszikus stílusban épült, a városképet boltíves, teraszos, kovácsolt vassal díszített belső udvaros lakóházak egészítik ki. Legfontosabb terei a Plaza de Armas és a Plaza de la Cathedral a San Cristobal-katedrálissal. A katedrális építését 1707-ben fejezték be, feltűnő jellegzetessége aszimmetrikus homlokzata. A város sértetlenül vészelte át a 19. századi függetlenségi háborúkat és viszonylag kevés kárt szenvedett az 1950-es évek zavaros időszakában is. |                                 |

| | Trinidad városa és a Los Ingenios-völgy |
| 1988 |                                         |
| Kulturális (IV)(V) |                                         |
| Hivatkozás: 460 |                                         |
| Trinidad az 1514-ben a Szentháromság tiszteletére alapított város fontos kiindulópontként szolgált az amerikai kontinens meghódítása idején. A 18. század végére a környéken virágzó cukoriparnak és rabszolga kereskedelemnek köszönhetően Kuba harmadik legnagyobb városa lett. Jelenleg látható történelmi épületei a 18. és a 19. századból származnak. Templomainak egy része jó állapotban maradt fenn, köztük az egyszerű homlokzatú La Popa-kolostortemplom. A település jellegzetes épületei az élénk színekre festett tornácos-erkélyes házak. A közeli Los Ingenios (Cukormalmok) – völgyben a cukornád ültetvények mellett hetvenöt, romos állapotban lévő cukormalom maradt meg, valamint nyári kúriák és tanyasi házak. A 45 méter magas őrtorony, ami harangozással jelezte a munkaidő kezdetét és végét 1816-ban épült. |                                         |

| | San Pedro de la Roca-erőd |
| 1997 |                           |
| Kulturális (IV)(V) |                           |
| Védett terület: 93,88 ha, puffer zóna: 151,99 ha, hivatkozás: 841 |                           |
| San Pedro de la Roca várát az 1514-ben alapított Santiago de Cuba városban kezdték építeni a 17. században, amikor a kalózok és a versenytárs gyarmatosítók egyre nagyobb veszélyt jelentettek a településre. Az „El Morro” néven is ismert várat 1638-ban kezdték építeni itáliai reneszánsz stílusban Juan Bautista Antonelli tervei alapján. Az erődöt a kikötő bejárata fölé egy sziklás hegyfokra építették, kis erősségekből lőszerraktárakból, bástyákból, tüzérségi állások bonyolult együtteséből és lépcsőkkel összekötött teraszokból áll. A földrengések és a támadások során többször megrongálódott vár és védelmi rendszere a spanyol-amerikai hadi építészet egyik legnagyobb szabású és legigényesebb darabja. A masszív erődrendszert többször helyreállították és kibővítették. Az épületegyüttes a 19. század végén elvesztette stratégiai jelentőségét, és az 1960-as években elkezdett felújításig üresen állt. |                           |

| | Desembarco del Granma Nemzeti Park |
| 1999 |                                    |
| Természeti (VII)(VIII) |                                    |
| Védett terület: 41 863 ha, hivatkozás: 889 |                                    |
| A nemzeti park arról a hajóról kapta a nevét, amelyen 1956-ban Fidel Castro, Che Guevara és társaik partra szálltak Las Coloradasnál. A kubai forradalom több eseménye is kapcsolódik a térséghez. A park a Cabo Cruz (Kereszt-fok) mentén helyezkedik el, a karsztbarlangok, -szurdokok, a tenger szintje alatt és fölött lévő teraszok egyedülálló tengeri tájat alkotnak. Távolabb korallzátonyok, tengerifű- és mangrovetelepek láthatók. A védett terület összesen 400 négyzetkilométer. A parkban eddig azonosított növényfajok száma meghaladja az ötszázat és ez a szám valószínűleg még emelkedni fog. A növényfajok 60 %-a csak itt él. Az állatok közül 13 emlős-, 110 madár- és 44 hüllőfajt dokumentáltak. A parkban régészeti ásatásokat is végeztek, ezek során a prekolumbián Taina-kultúra településeit és rituális célokra használt barlangjait tárták fel. A védett területen találhatók az Atlanti-óceán nyugati partvidékének leglátványosabb parti sziklái is. |                                    |

| | Viñales-völgy |
| 1999 |               |
| Kulturális (IV) |               |
| Hivatkozás: 840 |               |
| A délnyugat-kubai, a Sierra de los Organos területén fekvő 132 négyzetkilométeres Viñales-völgyet magas hegyek zárják körül. Felszínére sziklás kiszögellések jellemzőek, amelyek a völgy aljából emelkednek ki. Ezek a körülbelül 150 millió évvel ezelőtt kialakult sziklák az úgynevezett „mogoték”, amelyek egy azóta már beomlott barlangrendszer maradványai. A völgyből származik a kubai szivargyártáshoz használt dohány, amelyet hagyományos módszerekkel (például állati erőt is alkalmazva) állítanak elő. A dohány mellett banánt, kukoricát és édesburgonyát is termesztenek. A völgyben található tanyák és falvak építészetében felismerhetőek a kubai és más régiók hatásai. Az azonos nevű Viñales falu teljes egészében műemléknek számít, főutcáját faházak szegélyezik. A térségben a gazdálkodás módszerei évszázadok alatt alig változtak, a kultúrtáj a többféle nemzetiségű lakosokból itt kialakult társadalmat tükrözi. |               |

| | Az első kávéültetvények régészeti területe |
| 2000 |                                            |
| Kulturális (III)(IV) |                                            |
| Védett terület: 81 475 ha, hivatkozás: 1008 |                                            |
| A kávét a 18. század végén hozták be Kubába Haitiről érkező francia menekültek. A száraz éghajlat ideálisnak bizonyult termesztéséhez, és ez a 19-20. században egyedi módon rajzolta át a tájat. A világörökségi helyszínhez a Sierra Maestra hegyoldalain 80 000 hektáron kialakított 171 kávéültetvény maradványai tartoznak. Egy ültetvény a tulajdonos rezidenciájából, a rabszolgák szállásából, a szárító teraszokból (a legfontosabb gazdasági létesítményekből), gépekből és műhelyekből állt. A szárítók alacsony falakkal körülkerített süllyesztett területek voltak, amelyeket ciszternákkal vagy vízvezetékekkel kötöttek össze. A munkaerőt egymillió afrikai rabszolgával biztosították. A gyors fejlődés után a 19. század végén a kubai kávétermelésnek több latin-amerikai konkurense is kialakult, fejlettebb mezőgazdasági módszereik miatt az itteni termelés hátrányba került és fokozatosan be is szüntették. |                                            |

| | Alejandro de Humboldt Nemzeti Park |
| 2001 |                                    |
| Természeti (IX)(X) |                                    |
| Védett terület: 71 140 ha, hivatkozás: 839 |                                    |
| A Kuba délkeleti részén az azonos nevű város közelében fekvő nemzeti park 700 négyzetkilométeren helyezkedik el és elsősorban bioszféra-rezervátum. Alexander von Humboldtról, a német természettudósról nevezték el, aki a 19. század elején több hónapot töltött Kubában. A park part menti része mangrovés és korallzátonyos területekből áll és 20 négyzetkilométernyi tengerből. A többi részét lápos erdőségek, kubai fenyőkből álló ligetek borítják és egy hegyvidék amelynek legmagasabb csúcsa 1168 méter. A kőzetrétegek egy része mérgező, ami nagy alkalmazkodókészséget követelt meg az itt élő növényektől, és sok új fajt hozott létre. A parkban több mint 400 endemikus faj él, ez a nyugati félteke egyik legjelentősebb helyi növényvilággal rendelkező védett övezete. Ez Kuba szigetének egyik legkevésbé feltárt régiója, így a nyilvántartásba vett növény és állatfajok száma még feltételezhetően nőni fog. |                                    |

| | Cienfuegos történelmi központja |
| 2005 |                                 |
| Kulturális (II)(IV) |                                 |
| Védett terület: 70 ha, puffer zóna: 105 ha, hivatkozás: 1202 |                                 |
| Cienfuegos városát a 19. század elején alapították Kuba karib-tengeri partvidékén és 1830 körül fejlődött kikötővé. Az ország cukornád-, mangó-, dohány-, és kávétermesztésének egyik központjában lévő település José Cienfuegos spanyol kormányzóról kapta a nevét. A városnak jelentős bevételei származtak a kereskedelemből, valamint a viasz és fakitermelésből is. Cienfuegos szerkezete sakktábla alakot követ, gazdasági sikerei ellenére megőrizte egységes neoklasszicista jellegét, szerencsésen elkerülve a drasztikus változtatásokat. A várostervezők arra törekedtek, hogy egészséges lakókörnyezetet alakítsanak ki, az utcák így szélesek voltak, az épületek jelentős része pedig csak kétszintes, így sok természetes fényt kapott. Gondot fordítottak a közösségi terek észszerű elrendezésére is. A település legfontosabb épületei a 20. század első felében épült kormányzói palota, a San Lorenzo-iskola, a székesegyház, a Tomás Terry-színház és a Palacio de Ferrer. |                                 |

| | Camagüey történelmi központja |
| 2008 |                               |
| Kulturális (IV)(V) |                               |
| Védett terület: 54 ha, puffer zóna: 276 ha, hivatkozás: 1270 |                               |
| A Nuevitas-öböl mellett 1514-ben alapított Camagüey egyike volt a kereskedelmi útvonalaktól viszonylag elszigetelt gyarmati településeknek. A támadások miatt kétszer is átköltöztették, jelenlegi, a parttól távolabbi helyére 1528-ban került. Egy állattenyésztéssel, cukornád- és dohánytermesztéssel foglalkozó terület központja volt, ültetvényeinek köszönhetően viszonylagos függetlenséget élvezett. Emiatt a városnak saját építészeti stílusa fejlődött ki, városszerkezete szabálytalan, ami nem jellemző a lapos területeken fekvő latin-amerikai gyarmatvárosokra. Városképére keskeny sikátorok, különböző méterű, különös formájú épületek, kacskaringós utcák jellemzőek. Ez a fajta elrendezés a középkori európai városokra emlékeztet. A városközpontban többféle stílusú, barokk, neoklasszicista, neokolonialista épületek is láthatók. A város egyházi építészete a 18. században élte fénykorát, az egyszerű templomok egy részéhez zárda, kórház és temető is tartozott. |                               |

## Javasolt helyszínek
| Megnevezés                          | Kép | Típus      | Kritérium     | Év   | Link |
| ----------------------------------- | --- | ---------- | ------------- | ---- | ---- |
| Nemzeti Művészeti Iskola            |     | Kulturális | I,II,III,IV,V | 2003 | 1798 |
| Ciénaga de Zapata Nemzeti Park      |     | Természeti | VII,IX,X      |      | 1801 |
| A Karib-térség kubai korallzátonyai |     | Természeti | VII,X         | 2003 | 1802 |